# Tobias regius
Tobias regius är en spindelart som beskrevs av Birabén 1955. Tobias regius ingår i släktet Tobias och familjen krabbspindlar.
Artens utbredningsområde är Bolivia. Inga underarter finns listade i Catalogue of Life.